# Оман Клуб
«Оман Клуб» — оманский футбольный клуб, базирующийся в Маскат, выступающий в Оманской профессиональной лиге.

## История
Основанный в 1942 году «Оман Клуб» первый и единственный (на начало 2017 года) раз стал чемпионом страны по футболу в сезоне 1996/97.
Ещё ранее, в сезоне 1993/94, «Оман Клуб» принял участие в Азиатском Кубке чемпионов. Сначала он разгромил в первом раунде пакистанский «Пакистан Арми», затем занял второе место в своей группе, проиграв японскому «Верди Кавасаки» и победив ливанский «Аль-Ансар». В полуфинале, в Таиланде, оманцы разобрались с китайским клубом «Ляонин» с результатом 4:1. В финале же они уступили хозяевам финального турнира, команде «Тай Фармерз Банк», со счётом 1:2.
С начала XXI века «Оман Клуб» трижды вылетал из Оманской лиги, в сезонах 2005/06, 2007/08 и 2012/13. Если в первых двух случаях команда возвращалась в элиту османского футбола после первой же попытки, то в последнем случае на это понадобилось три года.

## История выступлений
| Сезон   | Дивизион        | Место | Кубок |
| ------- | --------------- | ----- | ----- |
| 2003/04 | Оманская лига   | 4-е   |       |
| 2004/05 | Оманская лига   | 6-е   |       |
| 2005/06 | Оманская лига   | 12-е  |       |
| 2006/07 | Первый дивизион |       |       |
| 2007/08 | Оманская лига   | 11-е  |       |
| 2008/09 | Первый дивизион |       |       |
| 2009/10 | Оманская лига   | 9-е   |       |
| 2010/11 | Оманская лига   | 5-е   |       |
| 2011/12 | Оманская лига   | 6-е   |       |
| 2012/13 | Оманская лига   | 12-е  |       |

## Достижения
- Чемпион Омана (1): 1996/97
- Кубок Омана (2): 1979/80, 1994/95